# Osredke
Osredke este o localitate din comuna Dol pri Ljubljani, Slovenia, cu o populație de 53 de locuitori.